# San Gabriel (Californie)
Pour les articles homonymes, voir San Gabriel.
San Gabriel est une ville située dans le comté de Los Angeles, dans l'État de Californie, aux États-Unis. Sa population s’élevait à 39 718 habitants lors du recensement de 2010, estimée à 40 514 habitants en 2017.
La ville est nommée d’après la Mission San Gabriel Arcángel (faisant référence à l'Archange Gabriel), fondée par Junípero Serra. La ville a grandi autour de la mission et en 1852 est devenu le noyau d'origine du comté de Los Angeles. San Gabriel a été incorporé en 1913.

## Géographie
Selon le Bureau du recensement, la superficie de San Gabriel est de 10,7 km2.

## Démographie
| 1900 | 1920  | 1930  | 1940   | 1950   | 1960   |
| ---- | ----- | ----- | ------ | ------ | ------ |
| 737  | 2 640 | 7 224 | 11 867 | 20 343 | 22 561 |

| 1970   | 1980   | 1990   | 2000   | 2010   | - |
| ------ | ------ | ------ | ------ | ------ | - |
| 29 336 | 30 072 | 37 120 | 39 804 | 39 718 | - |

## Jumelages
New Taipei City (Taïwan)
 Hualien County (Taïwan)

## Personnalité liée à la ville
George Patton (11 novembre 1885 – 21 décembre 1945), général de l'US Army pendant la Seconde Guerre mondiale.